# Дубонт
Дубонт (англ. Dubawnt Lake) — озеро в Канаде, на территории Нунавут. Расположено в южной части территории, в 350 км к югу от полярного круга. Площадь водной поверхности 3629 км², общая площадь — 3833 км², это второе по величине озеро территории после озера Неттиллинг на Баффиновой Земле. Высота над уровнем моря 236 метров. Через озеро протекает одноимённая река Дубонт, впадающая на юго-западе и вытекающая на северо-востоке. Далее через озеро Абердин и реку Телон воды озера попадают в Гудзонов залив. Озеро имеет изменчивую береговую линию и многочисленные острова.
Вода в озере отличается прозрачностью, озеро богато рыбой — озёрная форель, сиг и арктический хариус все ещё обычны в озере. Растительность берегов озера — низкая арктическая тундра, хотя возле южного берега встречаются рощицы чахлой ели. Озеро находится на пути миграции оленей карибу, общей численностью более полумиллиона животных. Волки, лисы и медведи — главные хищники этого региона. Постоянного населения нет.
Озеро было открыто Сэмюэлем Хирном в 1770 году, но оставалось практически неизвестным до 1893 года, пока Джозеф Б. Тиррелл повторно не обследовал его.
В летнее время озеро становится одним из центров любительского рыболовства. Специализация: озёрная форель.